# Pòrta de Benauja
Pòrta de Benauja (en francès Porte-de-Benauge) és un municipi nou d'Occitània, dins la regió històrica de Guiena, administrat pel departament francès de la Gironda i la regió de Nova Aquitània. Va ser creat l'1 de gener de 2019 per la fusió dels municipis d'Arbís i Cantòis.

## Toponímia
El nom del municipi prové de la comarca històrica de Benauja a la vora de la qual es troba, així com del castell de Benauja, situat a l'antic municipi d'Arbís. Una porta medieval de la muralla de Sent Macari, anomenada porta de Benauja, també fa referència a aquesta regió.

## Història
El 28 de setembre de 2018, un decret prefectural estableix la creació del municipi a partir de l'1 de gener de 2019. L'1 d'octubre de 2018, un altre decret prefectural crea el municipi de Porte de Benauge (sense guions), cosa que genera un duplicat amb un nom de municipi diferent. Aquest error es va rectificar el 26 d'octubre de 2018 amb la retirada d'aquest últim decret.

## Patrimoni
- El castell de Benauja, construït als segles XIII-XIV i reformat als segles XVII-XVIII, està inscrit com a monument històric des de 1995;[4] va ser el feu dels vescomtes i, posteriorment, dels comtes del mateix nom.
- Església de Sant Martí d'Arbís, que data del segle XII. Està inscrita a l'Inventari General del Patrimoni Cultural.[5]
- Església de Sant Severí de Cantòis. Està inscrita a l'Inventari General del Patrimoni Cultural.[6]
- Casa de l'edat mitjana.
- Dos molins d'aigua.

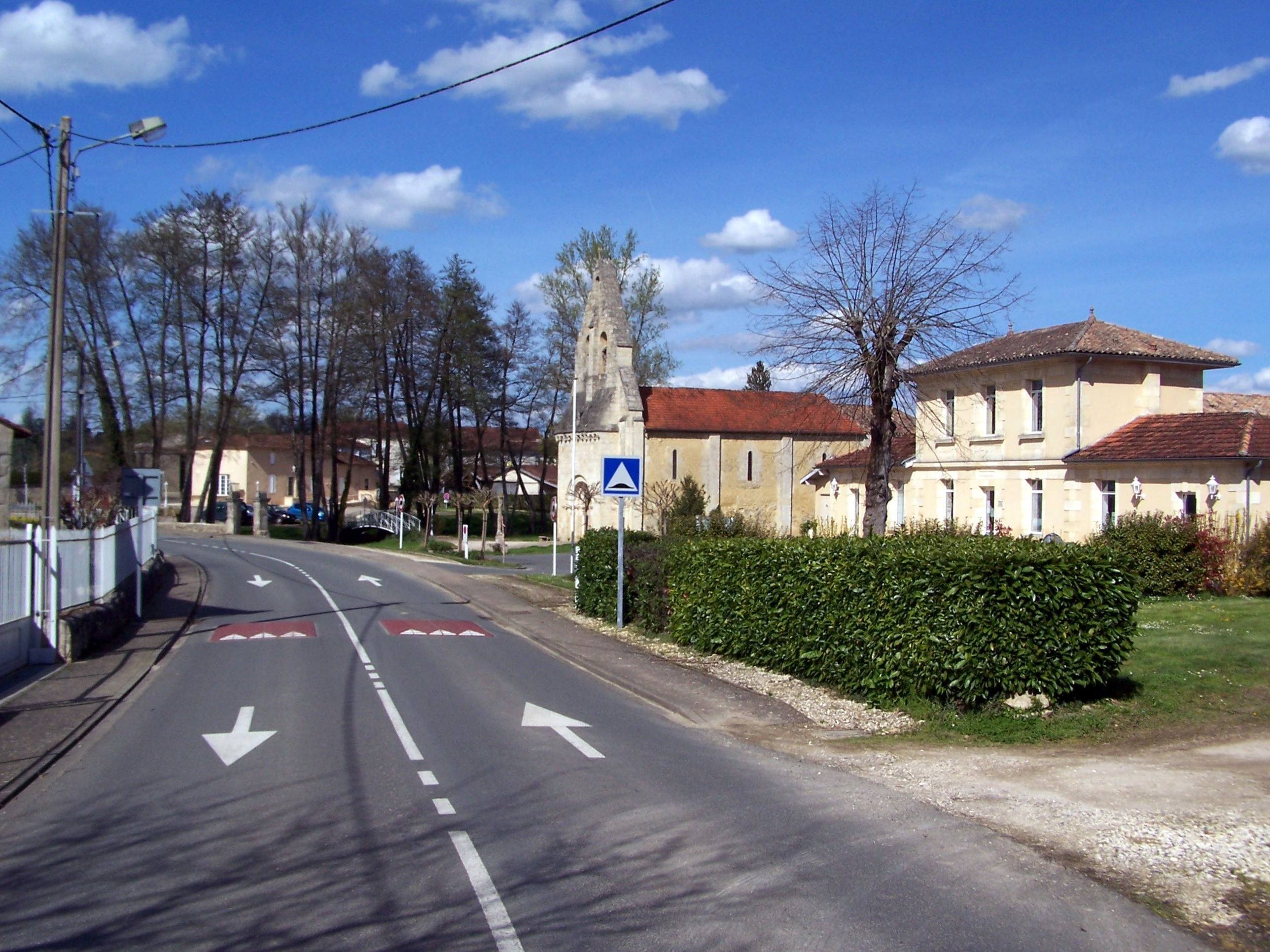
Vista del poble des de la RD231, amb l’ajuntament i l’església.
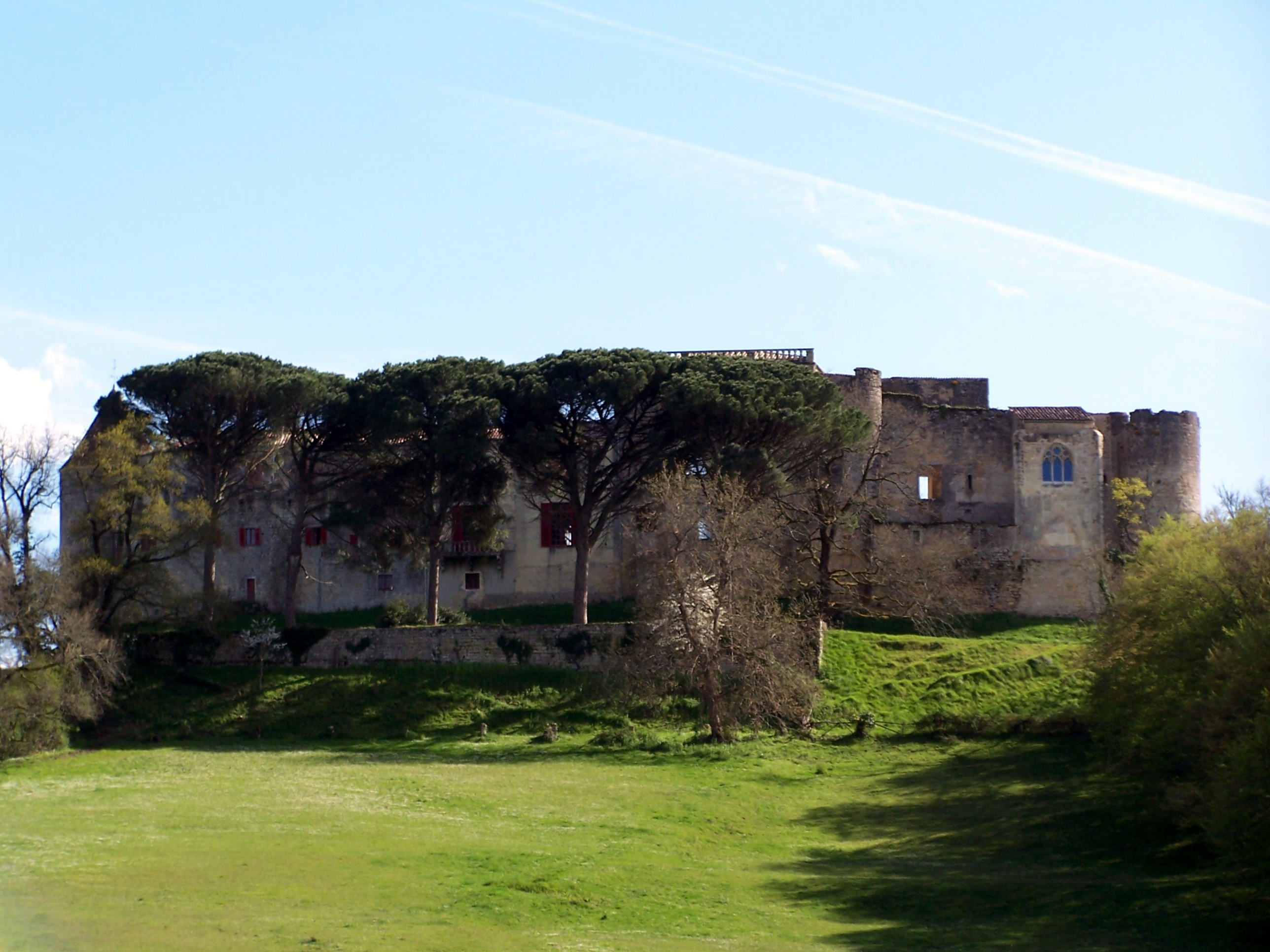
Vista nord del castell de Benauja.
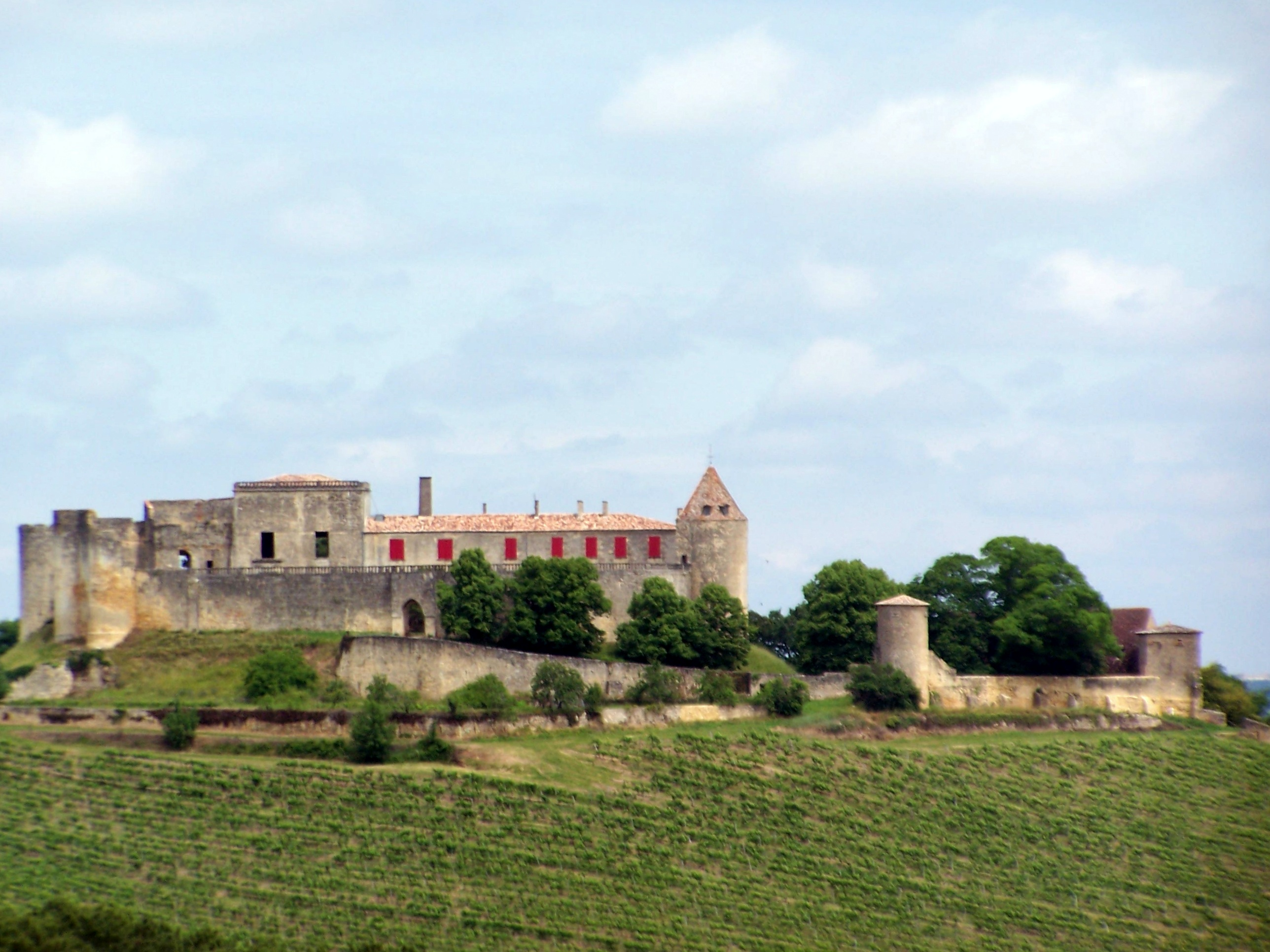
Vista sud del castell de Benauja.
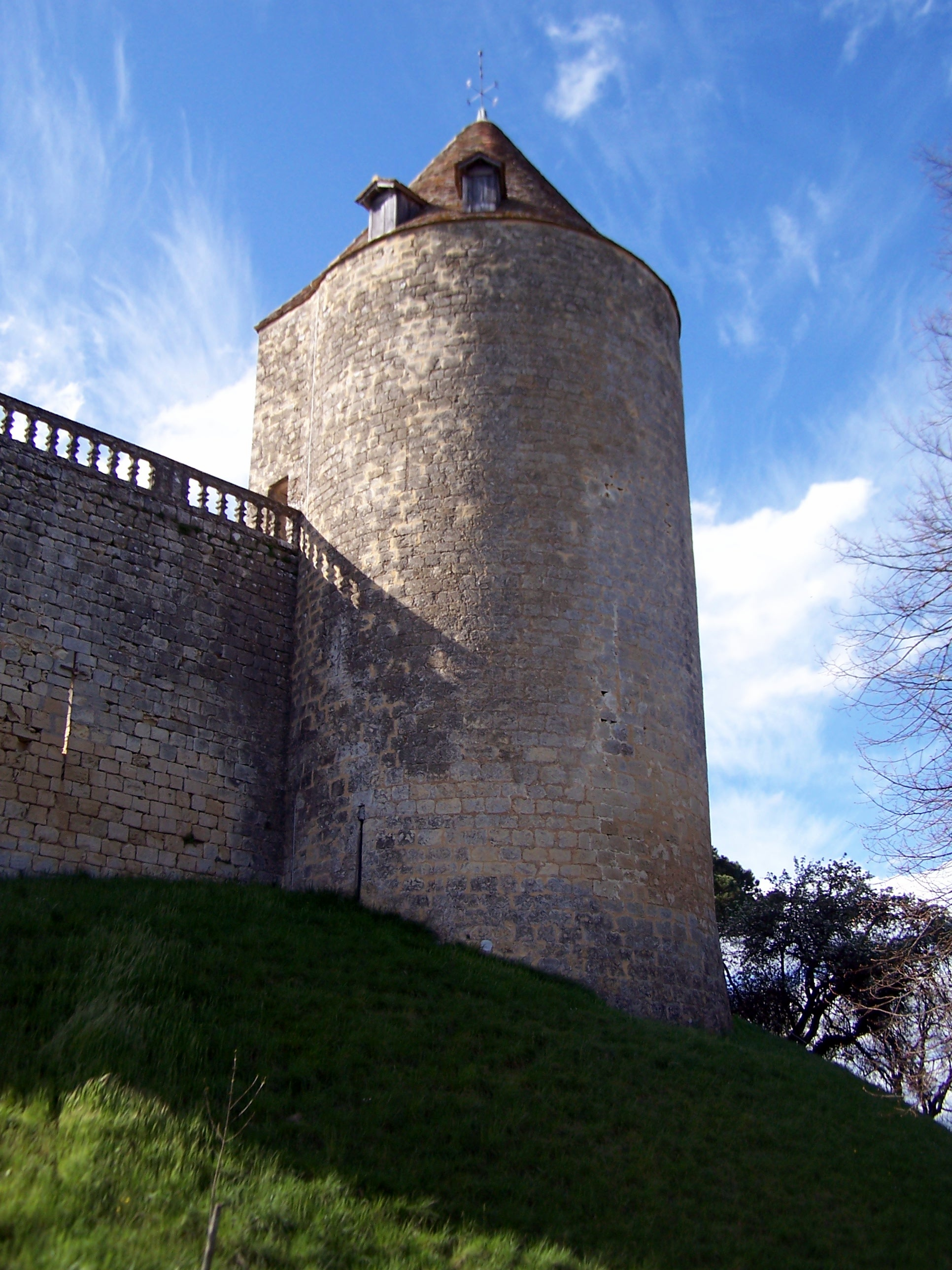
El donjon del castell.
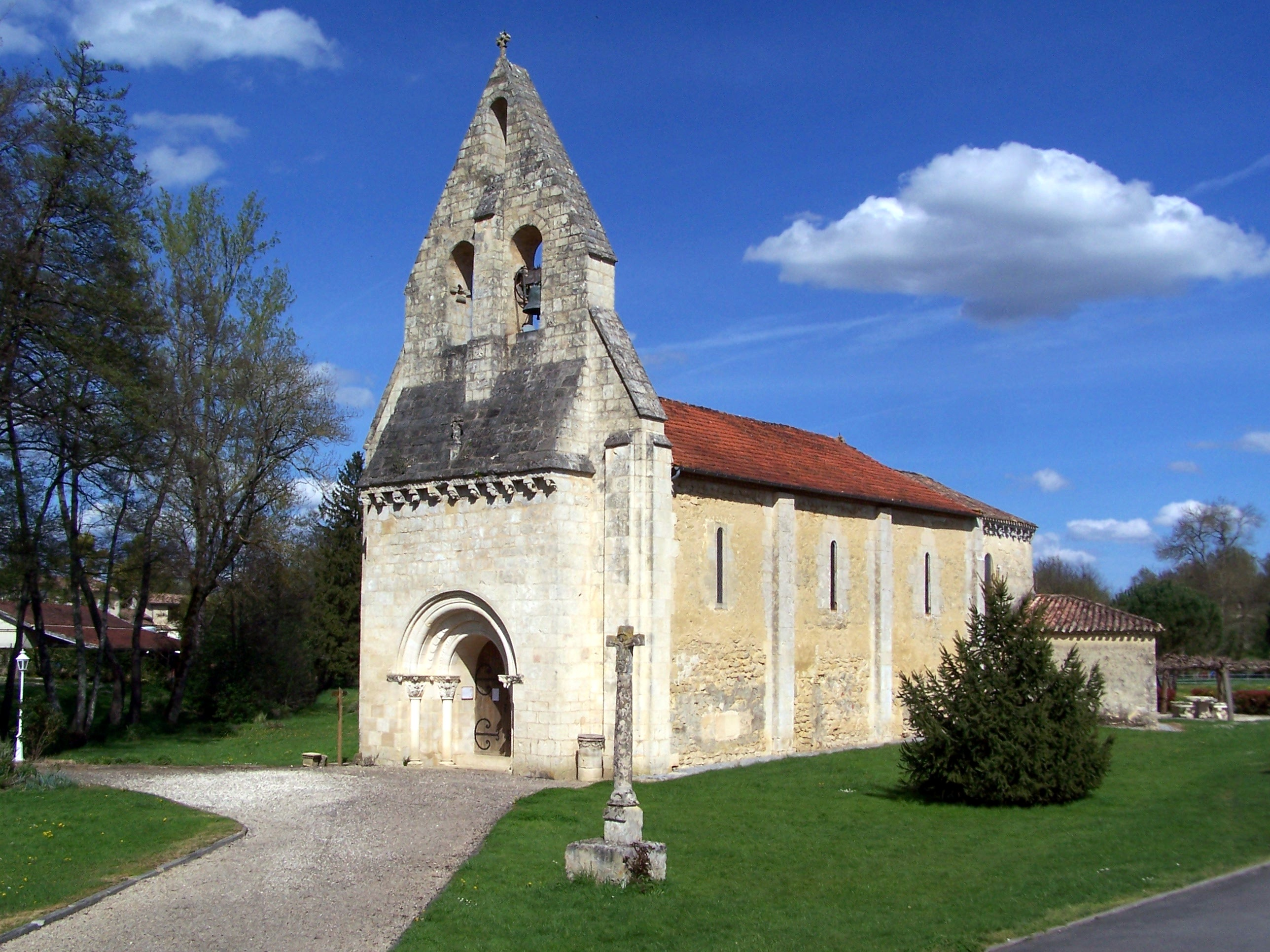
Vista sud-oest de l’església de Sant Martí.
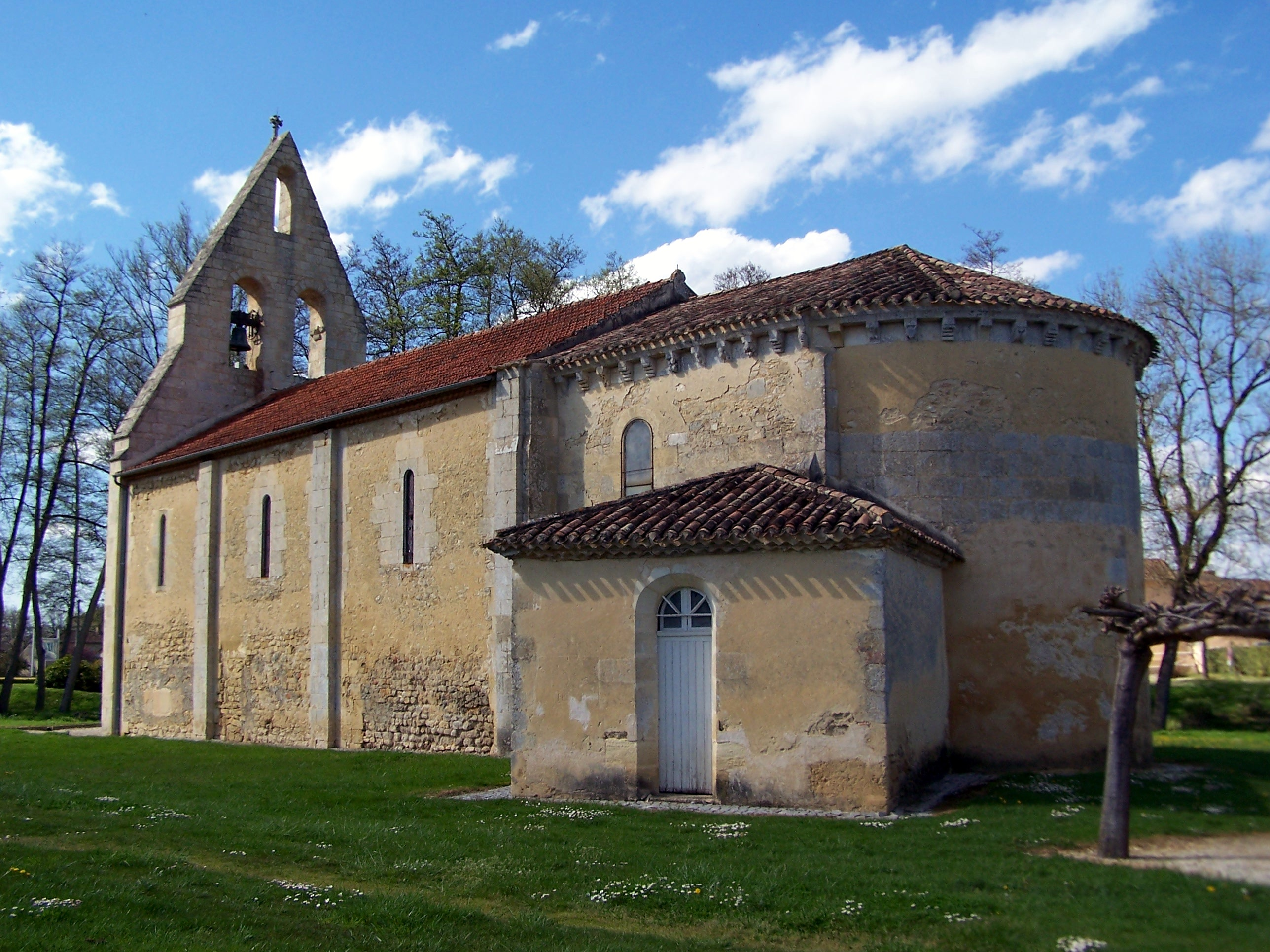
Vista sud-est de l’església i el seu absis.
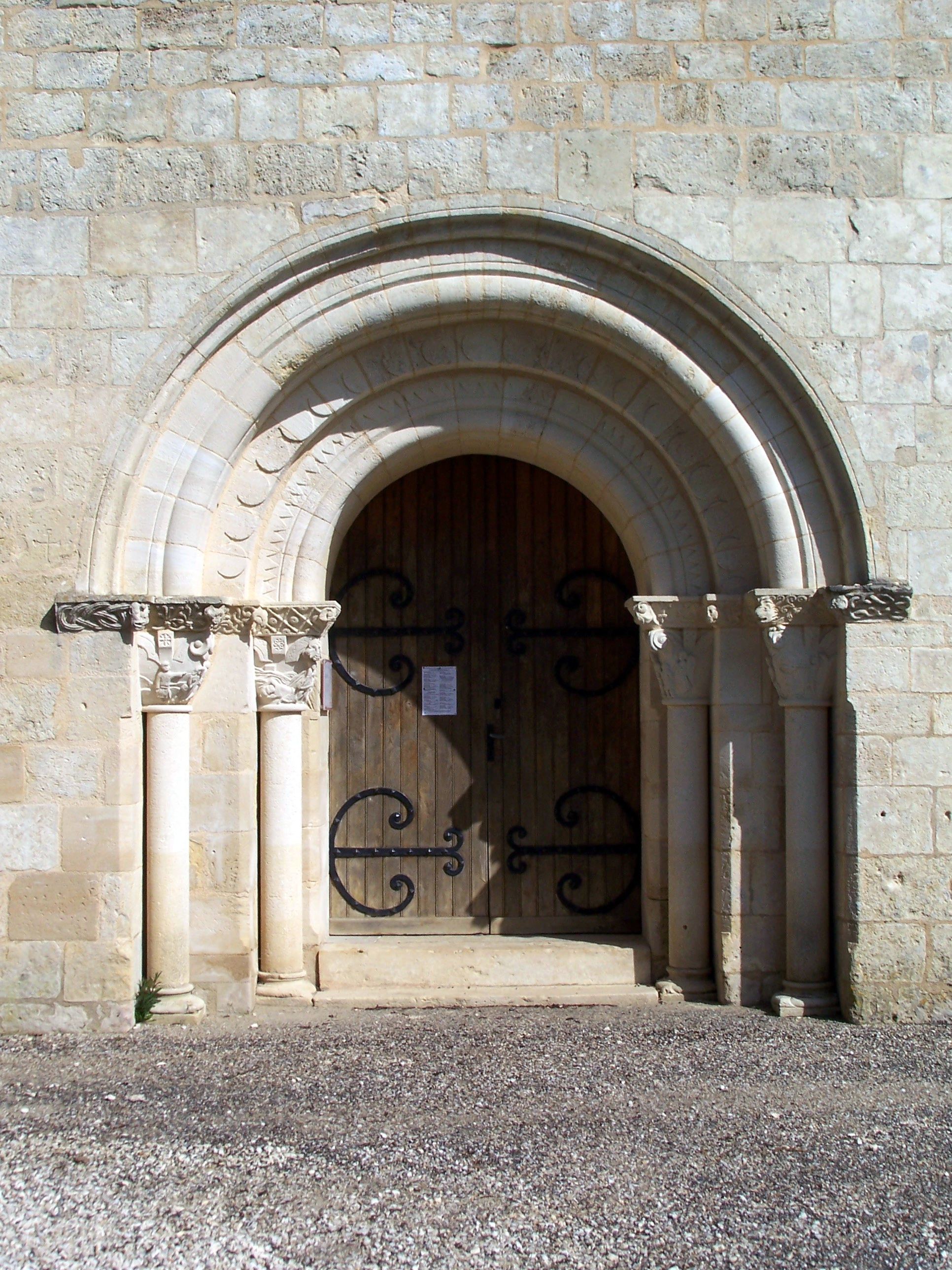
El portal.
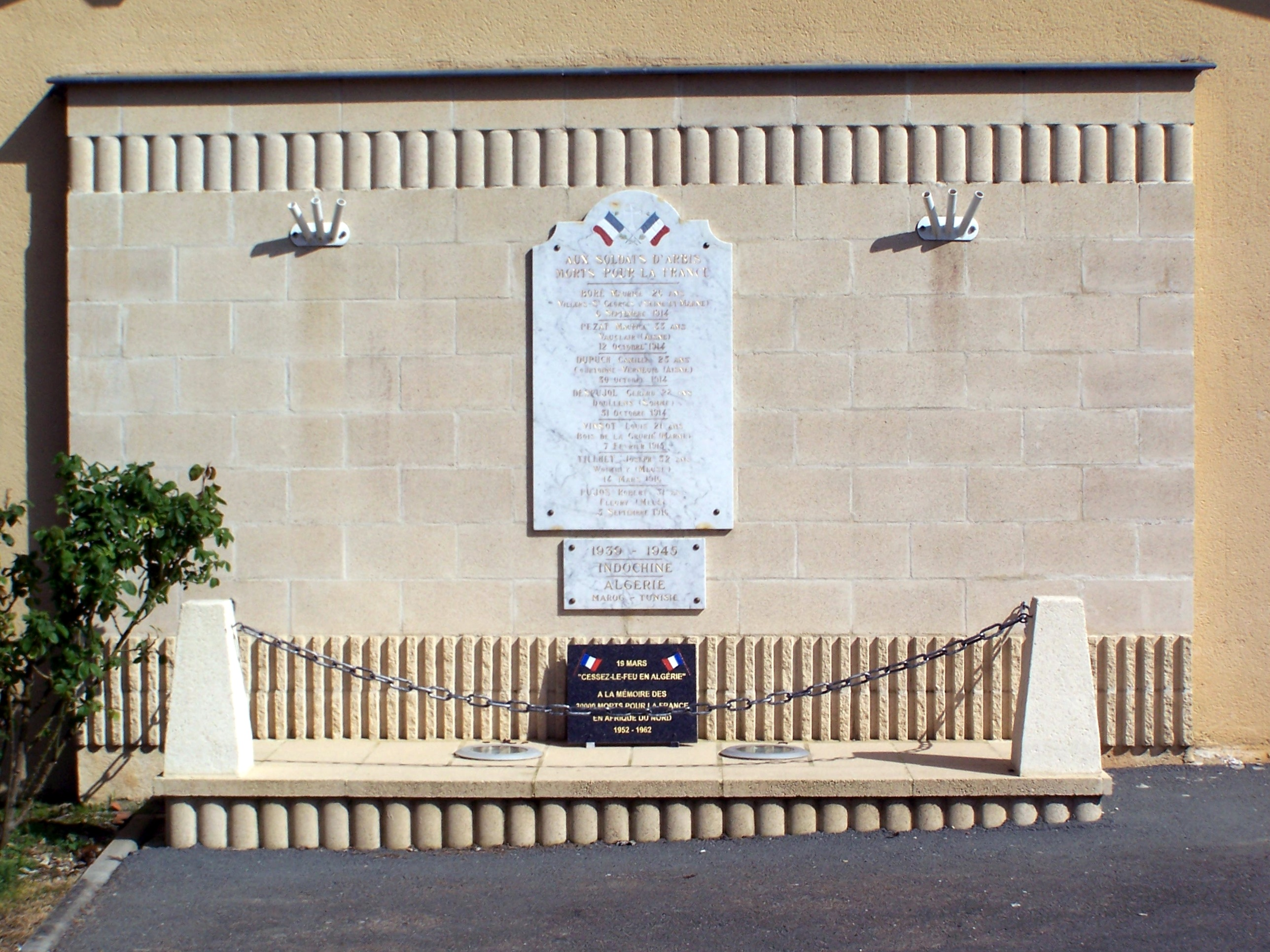
Estela commemorativa dels caiguts, situada prop de l’ajuntament.

- L'església de Sant Severí de Cantòis va ser edificada entre els segles XVI i XVIII. Acull una campana de 1563, considerada una de les més antigues de la Gironda, que va ser catalogada com a objecte d'interès històric el 1908.[7] Sobre la porta d'entrada de la nau es troba un quadrant canònic.

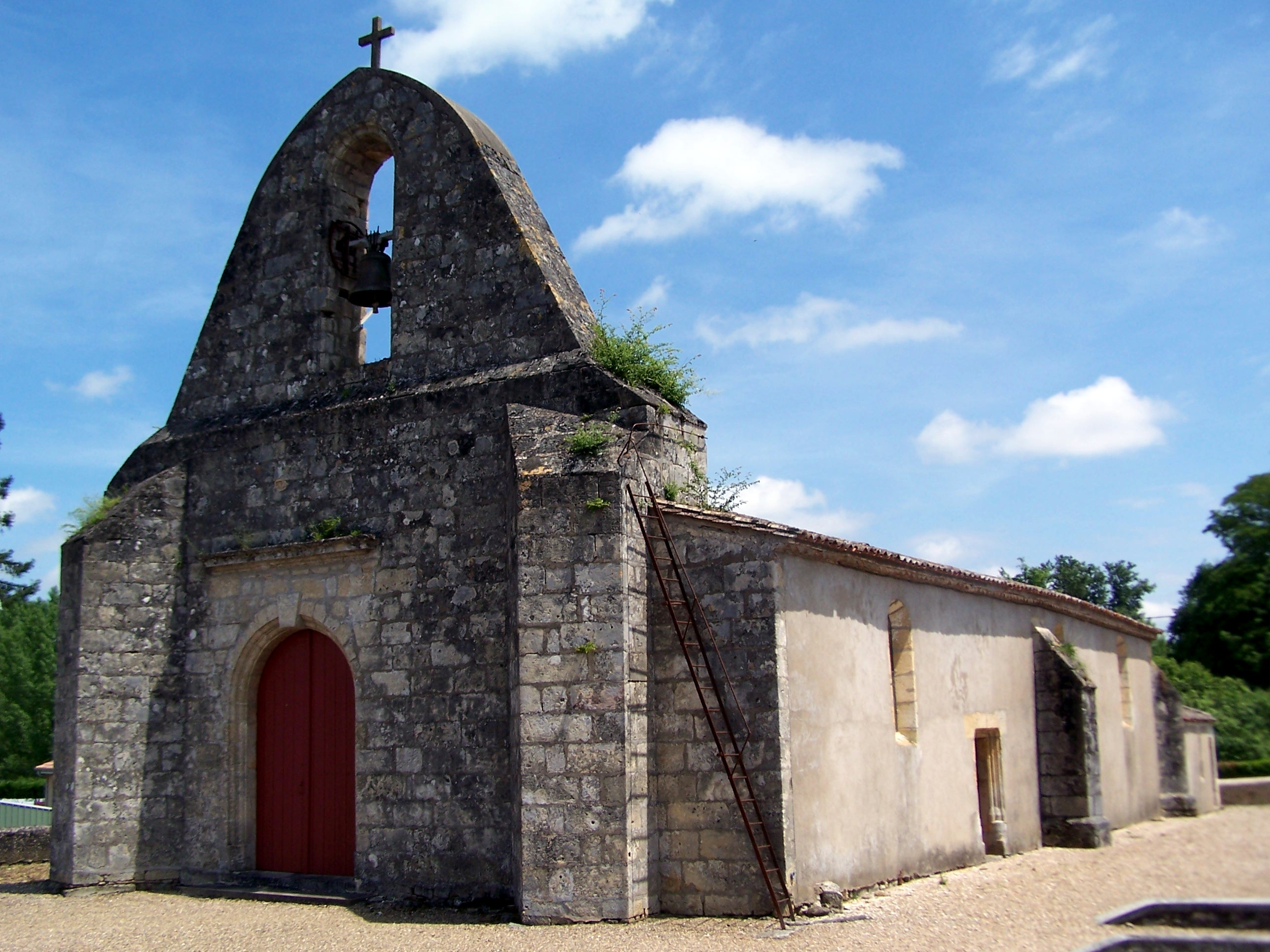
Vista sud-oest de l'església de Sant Severí
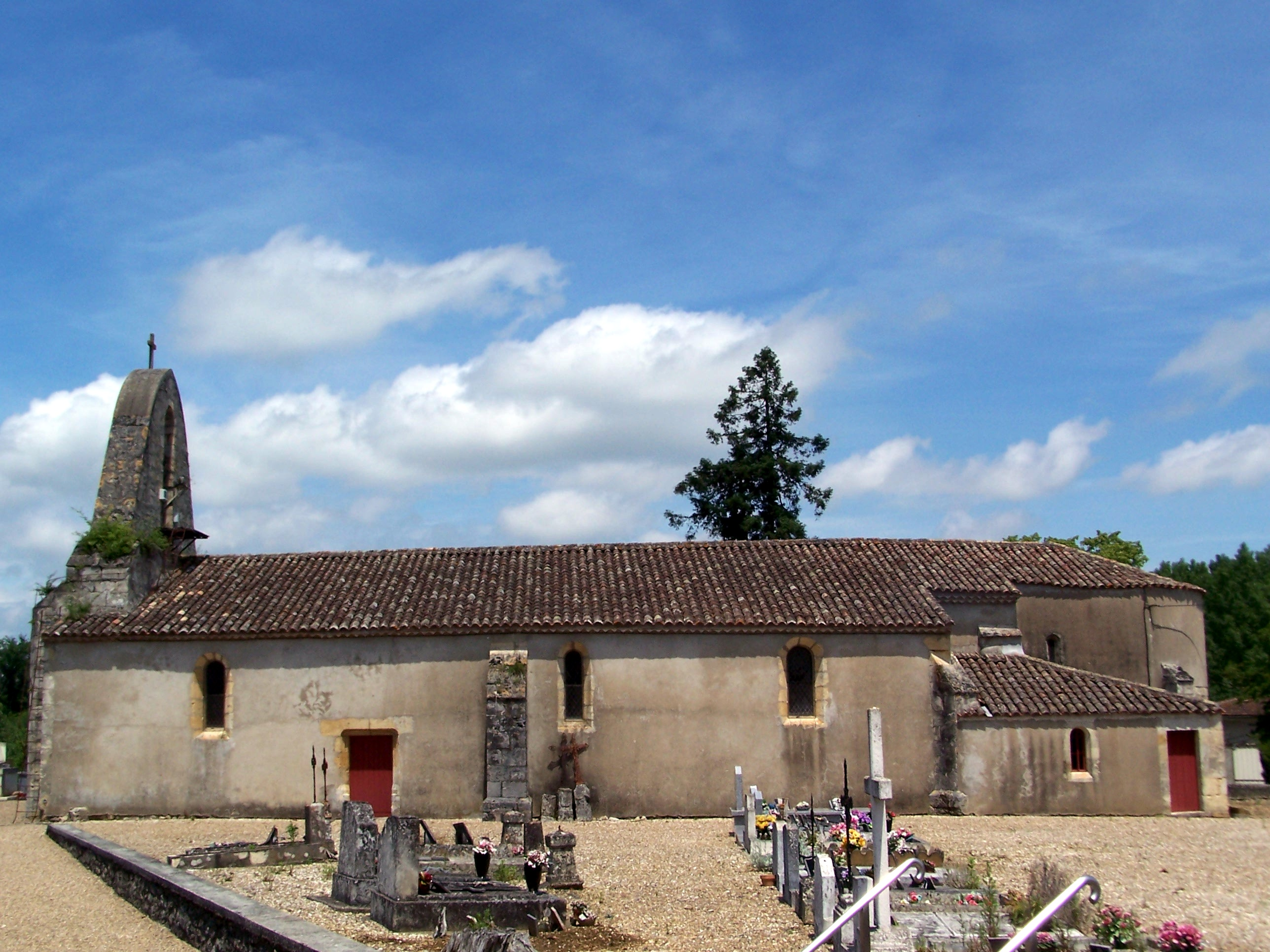
Vista sud de l'església
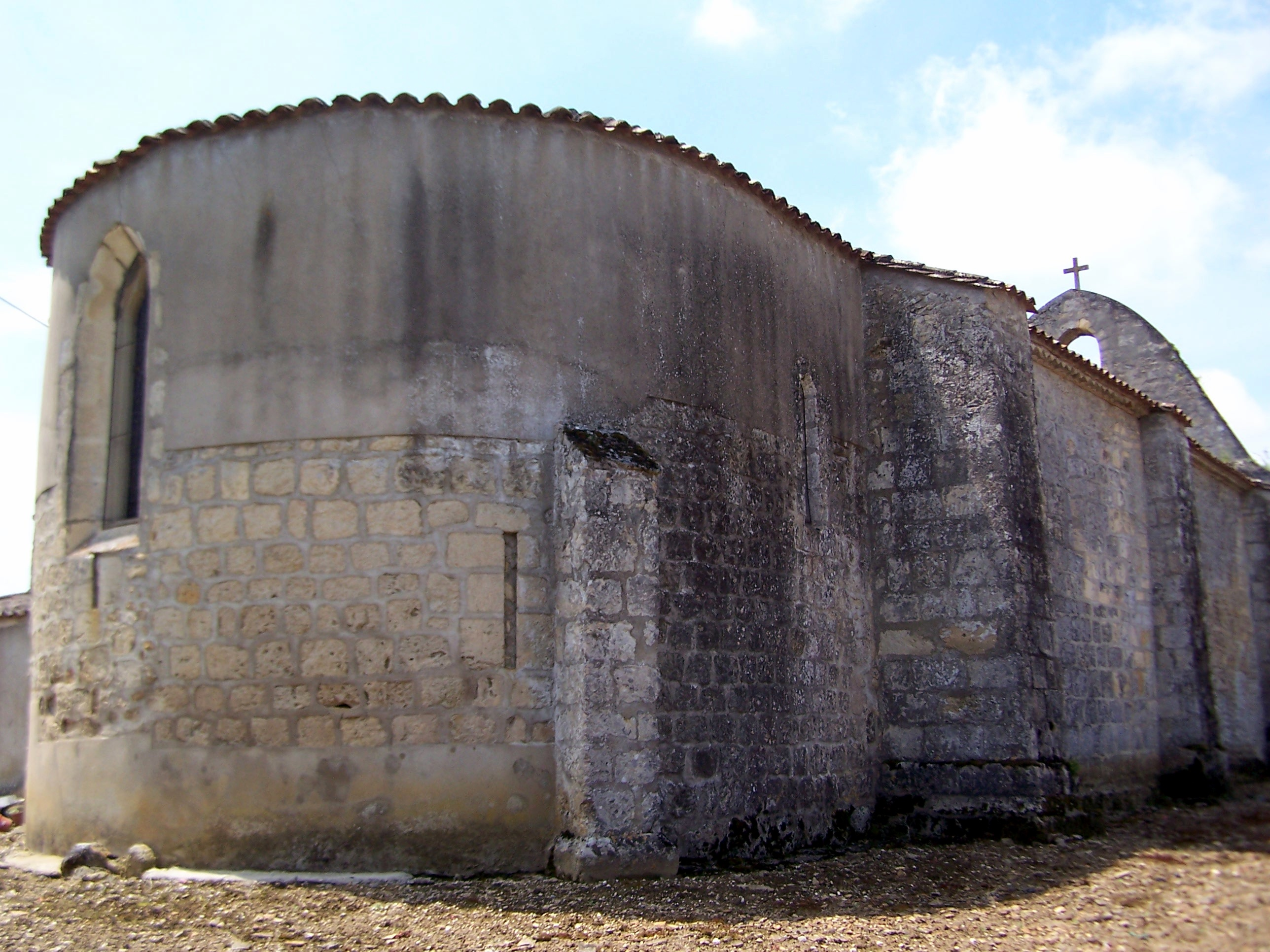
L'absis
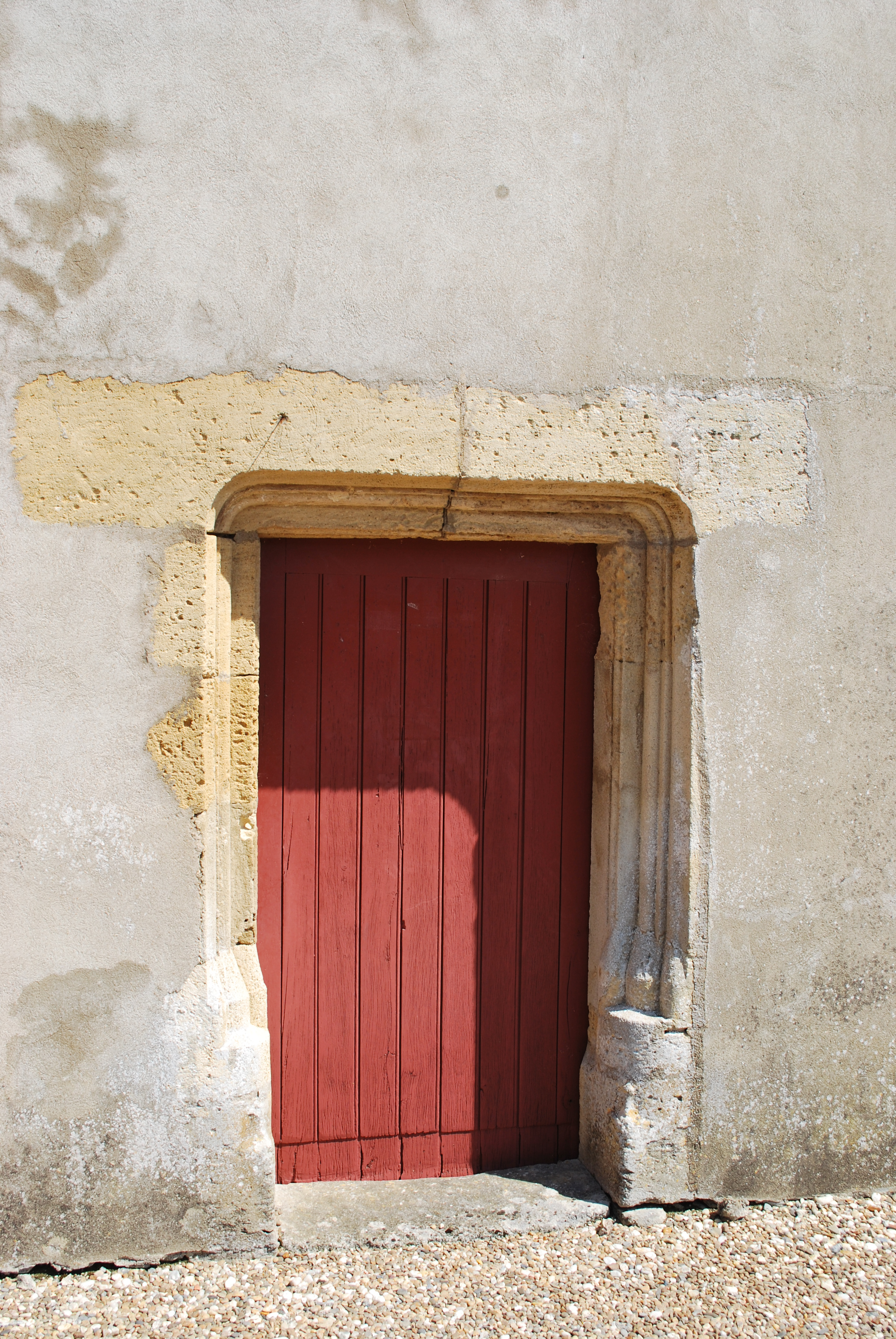
Porta amb quadrant
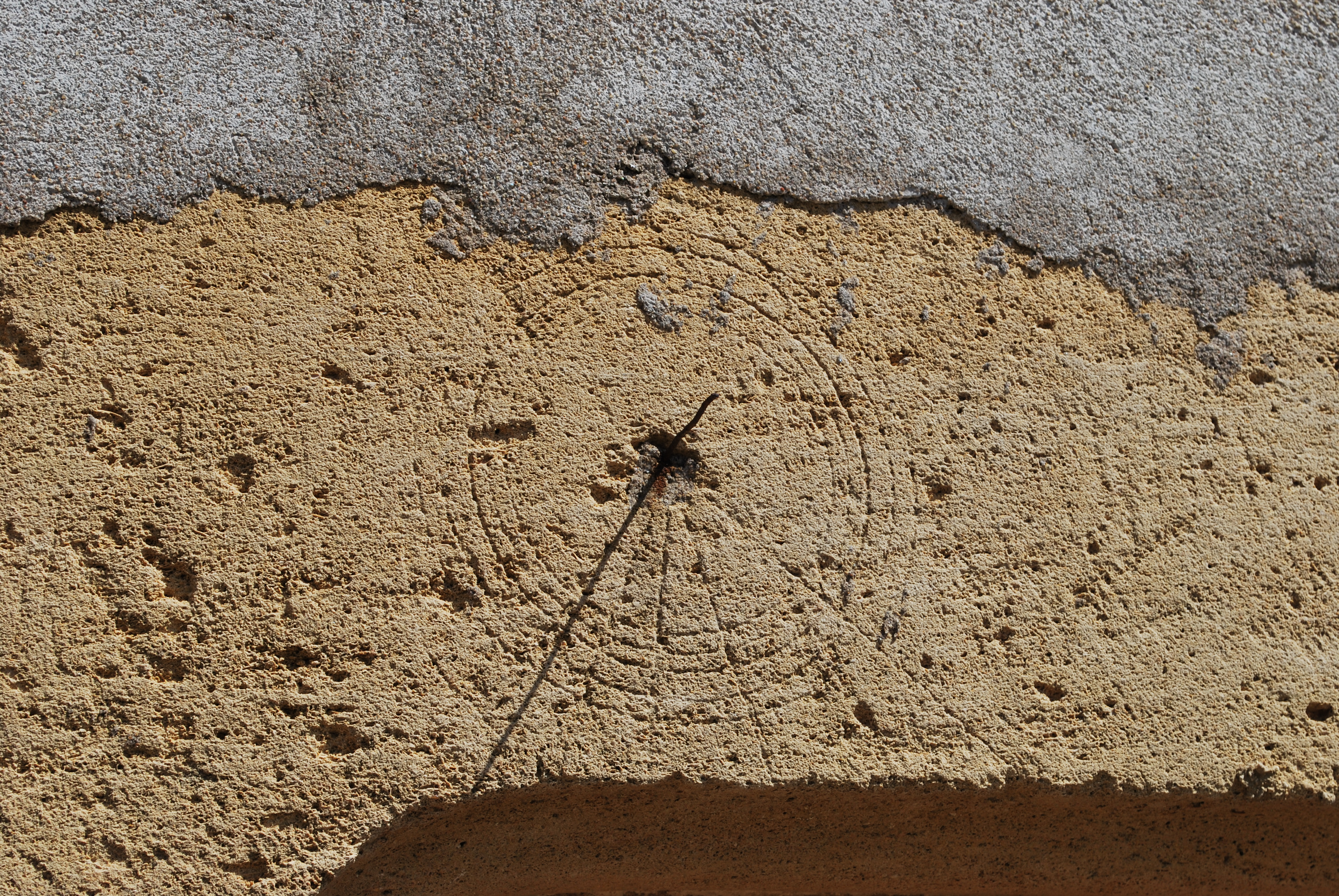
Quadrant canònic
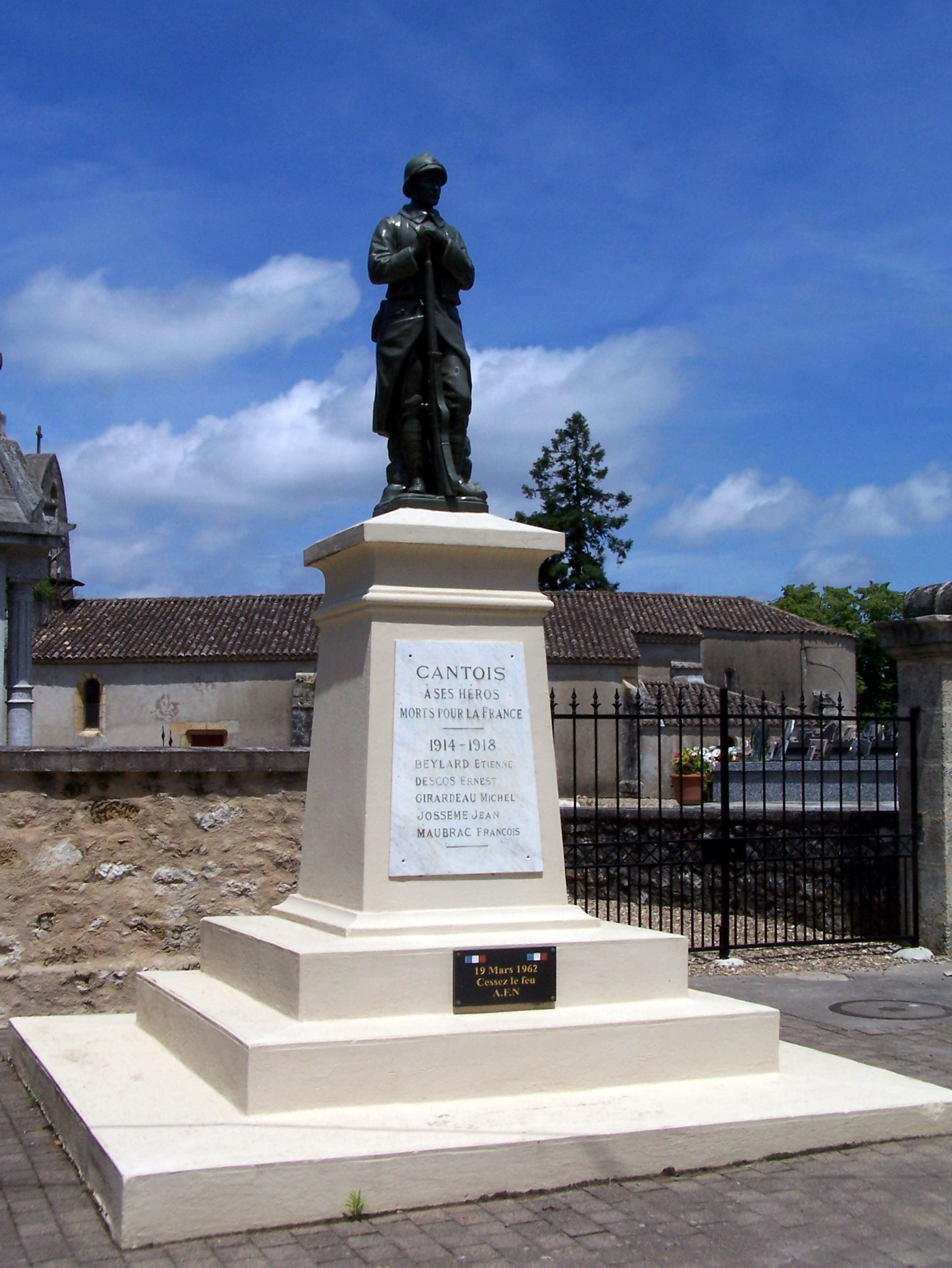
Monument als caiguts a l'entrada del cementiri